# Kirche Ruppendorf

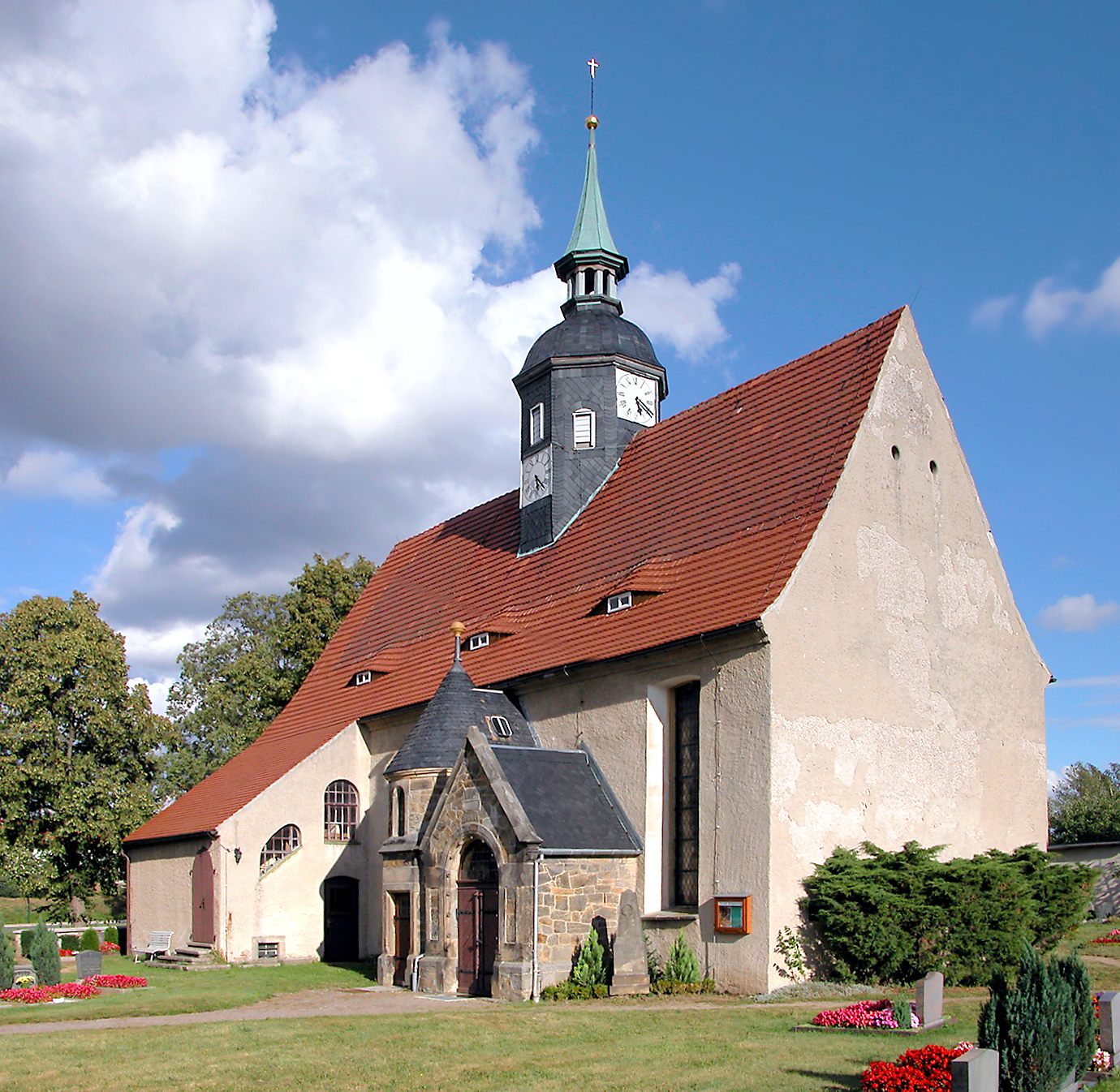
Ruppendorfer Kirche

Die evangelische Dorfkirche Ruppendorf ist eine Saalkirche im Ortsteil Ruppendorf von Klingenberg im Landkreis Sächsische Schweiz-Osterzgebirge in Sachsen. Sie gehört zur Kirchengemeinde Höckendorf in dem Kirchenbezirk Freiberg der Evangelisch-Lutherischen Landeskirche Sachsens.

## Geschichte und Architektur

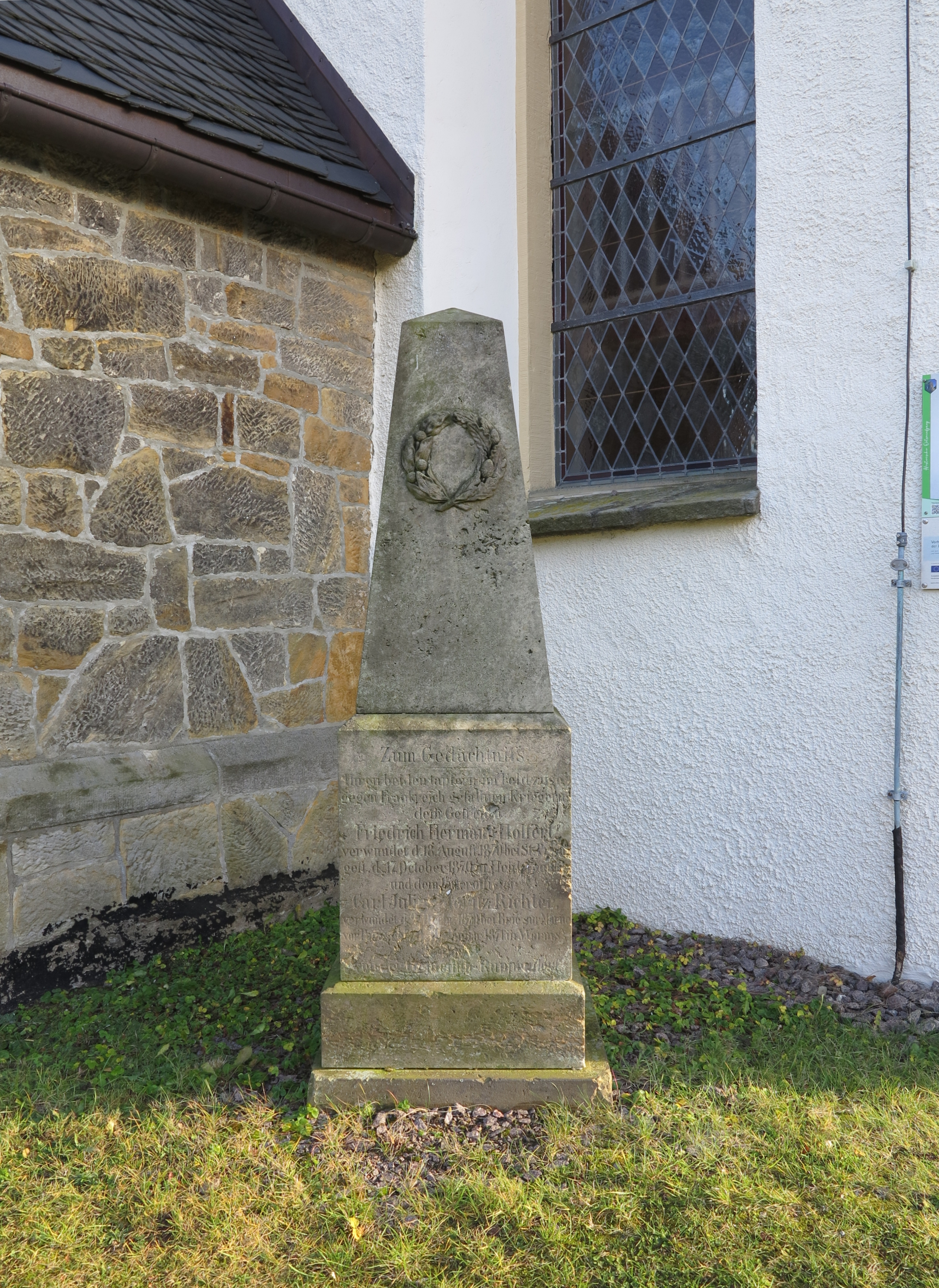
Dieser Grabstein erinnert an zwei Söhne Ruppendorfs, die im Krieg 1870–1871 in Frankreich ihr Leben verloren

Die Saalkirche besaß ihre Erstdatierung auf das Jahr 1504 an der im Ersten Weltkrieg eingeschmolzenen großen Glocke.  Ein Teil der Außenwand der Südseite und der Chor  stammen aus dieser Zeit und haben den Brand am Mittwoch nach Ostern den 27. April 1639 überdauert. 18 Jahre dauerte die Wiederherstellung der Kirche.  Bereits im Jahre 1674 wurde die ältere kleinere Kirche bis auf 3 Seiten dem  Altarraum abgetragen und die Kirche  2 Ellen Höher  und Länger in ihrer heutigen Form an gleicher Stelle erbaut. worauf ein Stein im Eingangsportal weist. Im Jahre 1557 bekam die Kirche einen ersten eigenen Pfarrer, Johann Nagler, und löste sich damit von ihrer Filialkirche in Höckendorf. Der als Dachreiter aufgesetzte Turm erhielt bei der Sanierung 1831 einen vergoldeten Turmknopf und ein Uhrwerk mit drei Zifferblättern, welche die Zeit in Richtung Süden, Westen und Norden anzeigen. Die ältere Sakristei wurde im Jahre 1911 durch den heutigen Neubau ersetzt.

## Ausstattung
Das Hauptstück der Kirche ist ein Flügelaltar aus der Zeit um 1520 mit zwei Flügeln, in seinem Mittelschrein steht als Hauptfigur die geschnitzte Figur der Jungfrau Maria mit dem Christuskind, dieser ist eine Arbeit des Meisters der gleichen Altäre wie der Kirchen in Höckendorf und Seifersdorf, Der Aufsatz desselben ist eines jüngeren Datum um 1680, 1920 wurde die Predella aus dem 17. Jh. abgenommen und durch die heutige ersetzt.   Der Taufstein trägt die Jahreszahl 1529. Gotische Wandmalereien, die bis an die Fensterrahmen der Südseite reichen, wurden bei der Sanierung 2009–2010 gesichert und verputzt.
Das heutige Glockengeläut stammt von 1949, nachdem das 1892 erneuerte Geläut, welches das erste aus drei Glocken des 16. Jahrhunderts bestehende Geläut ersetzte, im Ersten Weltkrieg eingeschmolzen wurde und dasselbe Schicksal die am 19. Februar 1922 geweihten Glocken im Zweiten Weltkrieg ereilte.

## Orgel
Eine erste Orgel wurde 1680 eingebaut, diese diente 1853 aus und wurde durch eine neue ersetzt. Eine weitere 1929 hergestellte, aber erst 1933 eingebaute Konzertorgel der Firma Barth & Boscher wurde 2003 durch eine aus der Kreuzkirche Dresden stammende Orgel (hergestellt 1956–1959) von der Firma Jehmlich ersetzt.